# ریف استیشن (کالیفرنیا)
ریف استیشن (به انگلیسی: Reef Station) یک منطقهٔ مسکونی در ایالات متحده آمریکا است که در شهرستان کینگز، کالیفرنیا واقع شده‌است. ریف استیشن ۱۷۰ متر بالاتر از سطح دریا واقع شده‌است.